# Praktiker
Praktiker est une entreprise allemande de distribution de produits de bricolage faisant partie du SDAX.

## Historique
- 1978 : fondation de l'entreprise, au Luxembourg, sous le nom de « Batiself ». La société mère basée à Sarrebruck Asko était allemand Kaufhaus AG (aujourd'hui Metro).
- 1979 : renommée « Praktiker » en Allemagne, la chaîne ouvre quatre nouveaux magasin et reprend neuf magasins BayWa-BauMärkte.
- 1982 : progressivement le groupe intègre le concept du « discount ».
- 1985 : acquisition des magasins de bricolage : « Wickes ».
- 1990 : acquisition des magasins de bricolage : Realkauf-Baumärkte.
- 1991 : ouverture du premier magasin en Grèce.
- 1993 : en prémices de la future fusion, les magasins de bricolage de Metro, Massa Großhandels, sont repris par Praktiker, tandis que les magasins généralistes de la chaîne sont intégrés au sein d'une nouvelle enseigne « Real ».
- 1995 : fusion avec le groupe Metro.
- 1997 : acquisition de « Wrichs ».
- 1998 : ouverture du premier magasin en Pologne, puis en Hongrie et Turquie. Praktiker fait maintenant partie du plus grand groupe européen de distribution. Le 250e magasin est ouvert par Metro à Erfurt.
- 2002 : Metro prend le contrôle total de la société.
- 2005 : Praktiker refait son entrée le 22 novembre à la bourse de Francfort, Metro réduisant sa participation à 40,5 % par vente des titres sur le marché au prix de 14,5€[1].
- 2006 : en avril, Metro revend le solde du capital encore en sa possession[2]. Praktiker profite de l'augmentation de capital pour se développer en Europe de l'Est. La société fait son entrée au MDAX.
- 2007 : intégration du groupe des magasins de bricolage et jardinage Max Bahr.
- 2009 : le groupe subit la crise de la vente au détail en Allemagne et est contrainte de réduire son train de vie (mesures salariales, baisse du dividende)[3].
- 2013 : le groupe est en cessation de paiement. Les magasins allemands sont fermés et les filiales sont revendues[4].

## Principaux actionnaires
| Part    | Actionnaire                                                                                    |
| ------- | ---------------------------------------------------------------------------------------------- |
| 76,73 % | Public                                                                                         |
| 8,39 %  | Eton Park Capital Management (États-Unis, Grande-Bretagne), fonds contrôlé par Eric M. Mindich |
| 5,56 %  | Odey Asset Management LLP, (Grande-Bretagne)                                                   |
| 3,23 %  | MassMutual Holding LLC, (États-Unis)                                                           |
| 3,08 %  | Mackenzie Investments, IGM Financial Inc. (Canada); Membre de Power Corporation of Canada      |
| 3,03 %  | RIT Capital Partners plc (Grande-Bretagne)                                                     |

Au: juin 2011